# Arçelik SK
L'Arçelik SK est un club de handball qui se situe à Istanbul en Turquie. Il tire son nom de la société Arçelik, un fabricant d’appareils électroménagers et de téléviseurs.
Grâce à sa victoire dans le Championnat de Turquie en 1989, le club participe à la Coupe des clubs champions 1989-1990. Auparavant, il avait participé à la Coupe des vainqueurs de coupe (C2) en 1985-1986

## Palmarès
Section masculine
- Championnat de Turquie (1) : 1989
  - Deuxième en 1985

Section féminine
- Championnat de Turquie (3) : 1988, 1989, 1990